# Enthora lunata
Enthora lunata är en skalbaggsart som beskrevs av Marc Lacroix 1993. Enthora lunata ingår i släktet Enthora och familjen Melolonthidae. Inga underarter finns listade i Catalogue of Life.